# Josefa Jardín
Josefa Jardín (Madrid, 21 de enero de 1816-Madrid, 29 de septiembre de 1857) fue una arpista y profesora de música española.

## Biografía
Natural de Madrid, los primeros rudimentos de solfeo los recibió de su padre, Antonio. Era sobrina de Magín Jardín. Estudió el canto con Baltasar Saldoni y la armonía con Ramón Carnicer y Batlle. El arpa —«que fue su instrumento favorito y en el cual no conocia rival en su tiempo», según reseña Saldoni en su Diccionario biográfico-bibliográfico de efemérides de músicos españoles— la aprendió de Juan Bautista Rossi. Saldoni se expresa con las siguientes palabras acerca de la impresión que causó Jardín con los primeros conciertos que ofreció con trece años:

«[...] se presentó la Jardin á tocar en público, y causó un fanatismo al mismo tiempo que una grata sorpresa, tanto por la espresion, ejecucion y limpieza con que tocaba, como por la fuerza y energía que daba á las piezas mas difíciles de los primeros arpistas de Francia é Italia; cosa nunca vista ni oida en su época en España, no en una niña de trece años, sino en ningun otro profesor español. Ademas, la Jardin no solo arretaba por su rara habilidad en el arpa, si que tambien por su estraordinaria hermosura y elegancia; y una vez sentada en el taburete con el instrumento entre los brazos, parecia, mas que mujer, un ser celestial; y así se esplica el por qué el público se encantaba y estasiaba al contemplar tanta belleza unida á su estraordinaria habilidad»
Baltasar Saldoni

Se dedicó toda la vida a la enseñanza del instrumento que dominaba, y fue profesora del Conservatorio de Música de Madrid. Casó con el teniente coronel de caballería Francisco Gómez, pero no tuvo descendencia. Falleció en la matritense calle del Factor el 29 de septiembre de 1857.